# Karl Alexander av Sachsen-Weimar-Eisenach
Karl Alexander August Johan, storhertig av Sachsen-Weimar-Eisenach född den 24 juni 1818 i Weimar och död i Weimar den 5 januari 1901, var mellan 1853 och 1901 regerande storhertig av Sachsen-Weimar-Eisenach.

## Biografi
Karl Alexander var son till storhertig Karl Fredrik (1783-1853) och Maria Pavlovna av Ryssland (1786-1859). Han gifte sig 1842 med Sophie av Nederländerna (1824-1897), dotter till Vilhelm II av Nederländerna, och efterträdde 1853 sin far.
Han regerade författningsenligt, slöt sig i den yttre politiken till Preussen, gynnade konst och vetenskap och lät restaurera slottet Wartburg. Vid jubelfesten i Uppsala 1893, som han bevistade, blev han filosofie hedersdoktor.

## Barn
- Karl August av Sachsen-Weimar (1844-1894), arvstorhertig av Sachsen-Weimar
- Marie (1849-1922), gift med Henrik VII av Reuss
- Sophia (1851-1859)
- Elisabeth (1854-1908) gift med Johan Albrekt av Mecklenburg-Schwerin, regent över storhertigdömet Mecklenburg-Schwerin och hertigdömet Braunschweig